# Греве ин Кианти
Грѐве ин Киа̀нти (на италиански: Greve in Chianti) е град и община в централна Италия, провинция Флоренция, регион Тоскана. Разположен е на 236 m надморска височина. Населението на града е 14 351 души (към 31 декември 2010 г.).

## Личности
Родени в Греве ин Кианти
- Алеандро Балди, певец